# Ateismo agnostico

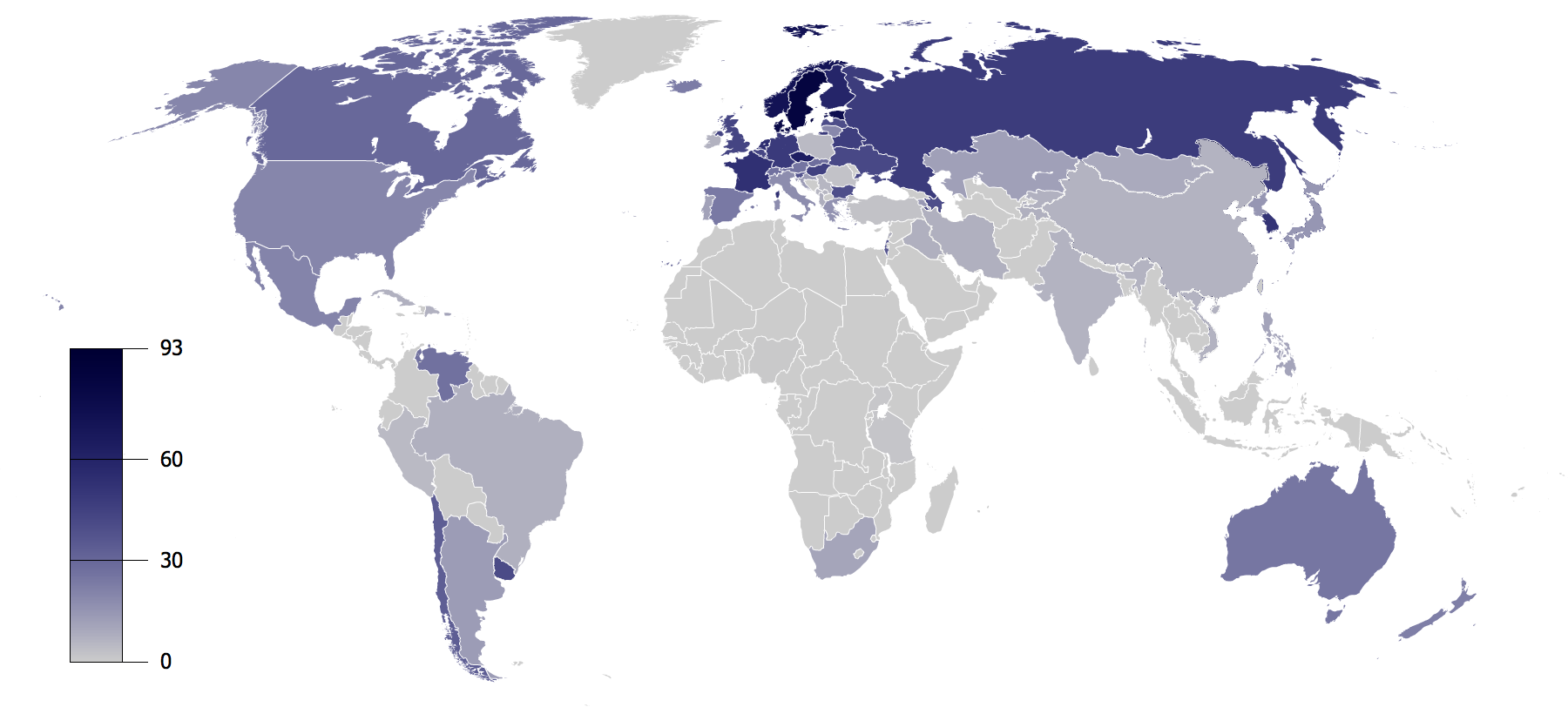
Percentuale di atei e agnostici in Paesi diversi: i valori per la Cina, Corea del Nord e Cuba possono non essere accurati a causa dei pochi dati disponibili in questi Paesi

L'ateismo agnostico è una dottrina filosofica che ingloba sia l'ateismo sia l'agnosticismo.
Un ateo agnostico è ateo perché non crede che Dio esista e agnostico perché ritiene che l'esistenza di un dio sia permanentemente inconoscibile o non conosciuta. D'accordo con la tradizione filosofica, è considerata conoscenza una credenza vera e adeguatamente giustificata. In questa prospettiva affermare di non credere in qualcosa e aggiungere che non si abbia conoscenza della sua veridicità o meno non è contraddittorio.
Nonostante a volte si sovrappongano, ateismo e agnosticismo sono due concetti distinti: l'ateismo viene di solito definito come una «condizione di assenza di credenze teistiche» e quindi ha a che fare con ciò che uno crede (ritiene vero), mentre nell'agnosticismo ha a che fare con ciò che una persona conosce. In alcune circostanze un agnostico può identificarsi come ateo o come teista (teismo agnostico).

Una delle prime spiegazioni dell'ateismo agnostico è stata data da Robert Flint nel suo lavoro The Croall Lecture, 1887-1888 (pubblicato nel 1903 con il titolo Agnosticism): 
(Robert Flint, op. cit., p. 49)
(Robert Flint, op. cit., p. 50-51)
Un individuo può identificarsi come ateo agnostico basandosi sulla propria conoscenza dei concetti filosofici di epistemologia e sulla teoria della conoscenza.